# Venda por catálogo

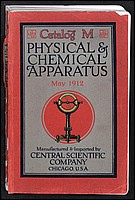
Capa de um catálogo para equipamento científico.

A venda por catálogo é um sistema de distribuição comercial para vender, imediatamente, bens ou serviços, utilizando métodos de envio como correio normal ou as agências de transporte, tendo previamente visto o comprador os produtos através do catálogo. A venda por catálogos utiliza as ferramentas do marketing direto, que é o conjunto de atividades pelas quais o vendedor faz a transferência de bens e serviços ao comprador, direcionando seus esforços para um mercado potencial qualificado, utilizando os melhores meios, com o objetivo de solicitar uma resposta por telefone, internet, correio normal ou uma visita pessoal de um cliente atual ou potencial.